# Peter Bales
Pour les articles homonymes, voir Bales.
Peter Bales, né à Londres en 1547 et probablement mort en 1610, est un calligraphe anglais. 

## Biographie
Copiste très habile, il se fait connaître avec une écriture microscopique qui lui permettait de produire une Bible de la taille d'une noix. Il inscrit un certain nombre de textes sur la circonférence d'un penny (pièce de monnaie) pour montrer cet exemple de sa qualité de calligraphie.
En 1590, Bales publie le livre The Writing Schoolemaster en trois volumes : Arte of Brachygraphie (qui parle de sténographie), The order of orthographie et The key of Calygraphie.